# Ouessant (race ovine)
Pour les articles homonymes, voir Ouessant (homonymie).
Le mouton d'Ouessant est une race ovine, qui, comme son nom l'indique, est originaire et endémique de l'île d'Ouessant dans le Finistère, en Bretagne, France. Ce mouton a disparu de cette île durant le XXe siècle à la suite de l'arrivée de moutons continentaux qui se sont métissés aux animaux locaux. La race a pu être sauvée grâce à quelques animaux retrouvés dans des propriétés sur le continent, et n'est aujourd'hui plus menacée.
Le mouton d'Ouessant est le plus petit mouton au monde,.
Peu modifié par sélection, ce mouton a conservé les caractéristiques archaïques de l'ovin : peu prolifique, la femelle ne fait qu'un petit par an. Rustique, vivant dehors, il se montre intéressant comme animal d'agrément pour entretenir les espaces verts.

## Origine

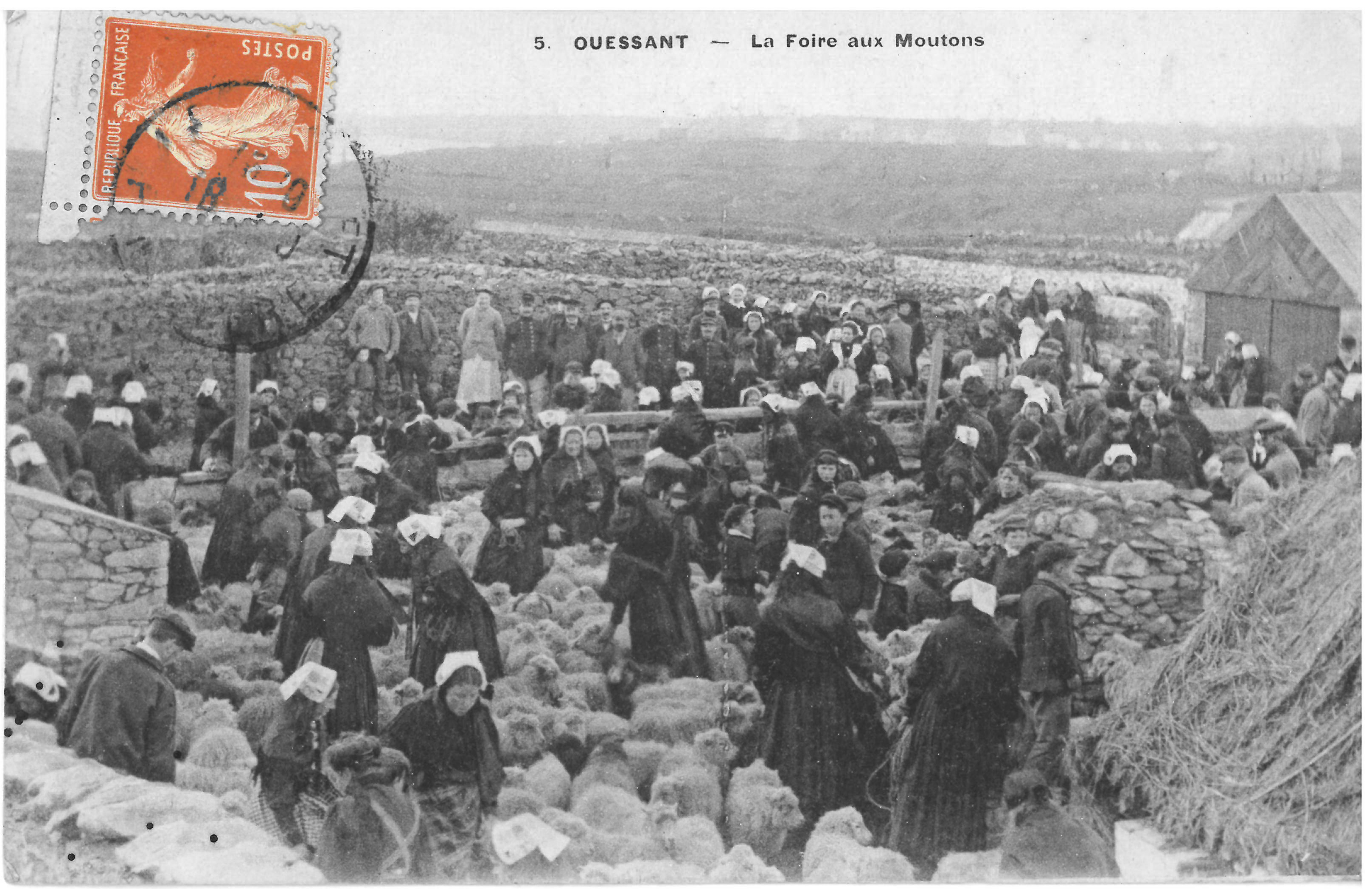
La Foire aux moutons à Ouessant

Le mouton d'Ouessant est une race insulaire et archaïsante du mouton des Landes de Bretagne, plus petite taille, cornes plus fortes, queue plus courte... On ne connaît pas avec précision l'origine de la race. Toutefois, elle semble implantée depuis très longtemps dans sa région d'origine, des documents de 1750 indiquant la présence de moutons sur l'île d'Ouessant et les monts d'Arrée en Bretagne[réf. nécessaire]. Le cheptel continental disparaît progressivement au cours du XXe siècle à la suite de métissage avec d'autres races bretonnes. En 1911, l'Encyclopædia Britannica indique que l'île d'Ouessant est peuplée de petits moutons noirs. C'est également à cette époque que la race acquiert son nom définitif de mouton d'Ouessant.
Les importations sur l'île au début du XXe siècle de moutons blancs, dont la laine est mieux adaptée au marché (le marché de la laine s'est effondré à partir de 1850 avec l'importation des laines d'Australie), engendrent divers métissages, qui font peu à peu disparaître la race d'origine. À partir de 1976, le sauvetage de la race est entrepris par un groupe d'éleveurs passionnés, menés par Paul Abbé. Ils s'appuient sur des troupeaux aux caractéristiques proches de celui que l'on pouvait trouver sur l'île à l'origine. Ces animaux, conservés sur le continent comme animaux d'agrément dans de grandes propriétés comme celle de la famille de Goulaine à Saint-Étienne-de-Corcoué en Loire-Atlantique, sont récupérés par des éleveurs qui forment le Groupement des éleveurs de mouton d'Ouessant (GEMO). Sous leur impulsion, les effectifs passent de 486 à plusieurs milliers entre 1977 et 2007. La race n'est actuellement plus menacée.

## Description
Le mouton d'Ouessant a le dos droit, la poitrine profonde et le bassin et le garrot larges. Ses membres sont fins et se terminent par un onglon sombre. 
 

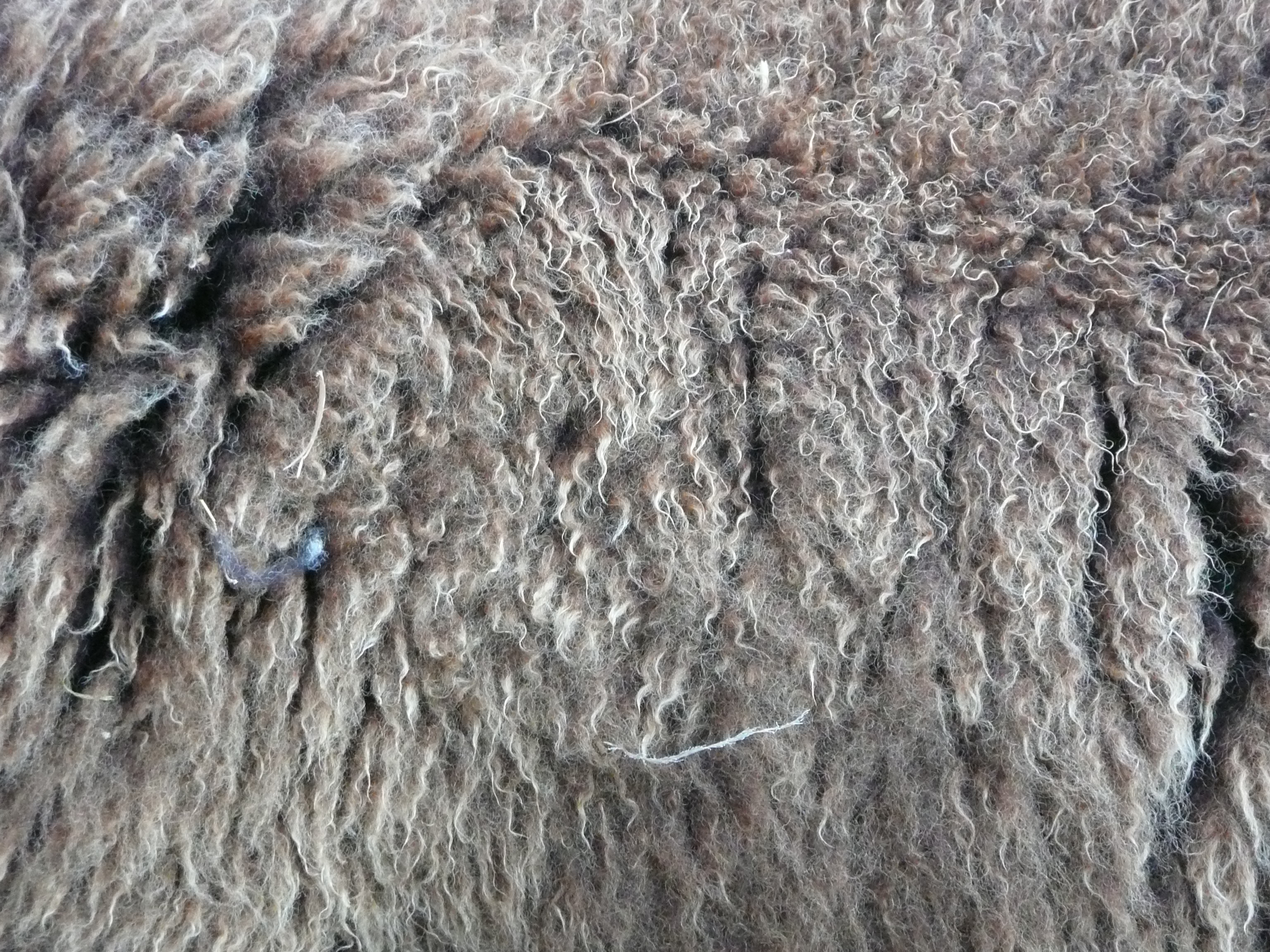
Laine brute sur mouton d'Ouessant

Sa laine est la plupart du temps noire, mais il existe aussi des individus bruns ou blancs, leur peau restant noire et leur couleur étant unie. La couleur est toujours unie. Ils sont acceptés par le standard de la race. La toison recouvre le front et une partie des joues. Elle est semi-fermée, avec des mèches de bonne taille. La laine est de finesse moyenne. La tête est fine et régulière et présente un chanfrein droit. Elle porte de petits oreilles fines et dressées. Les mâles ont des cornes torsadées qui s'enroulent autour des oreilles.

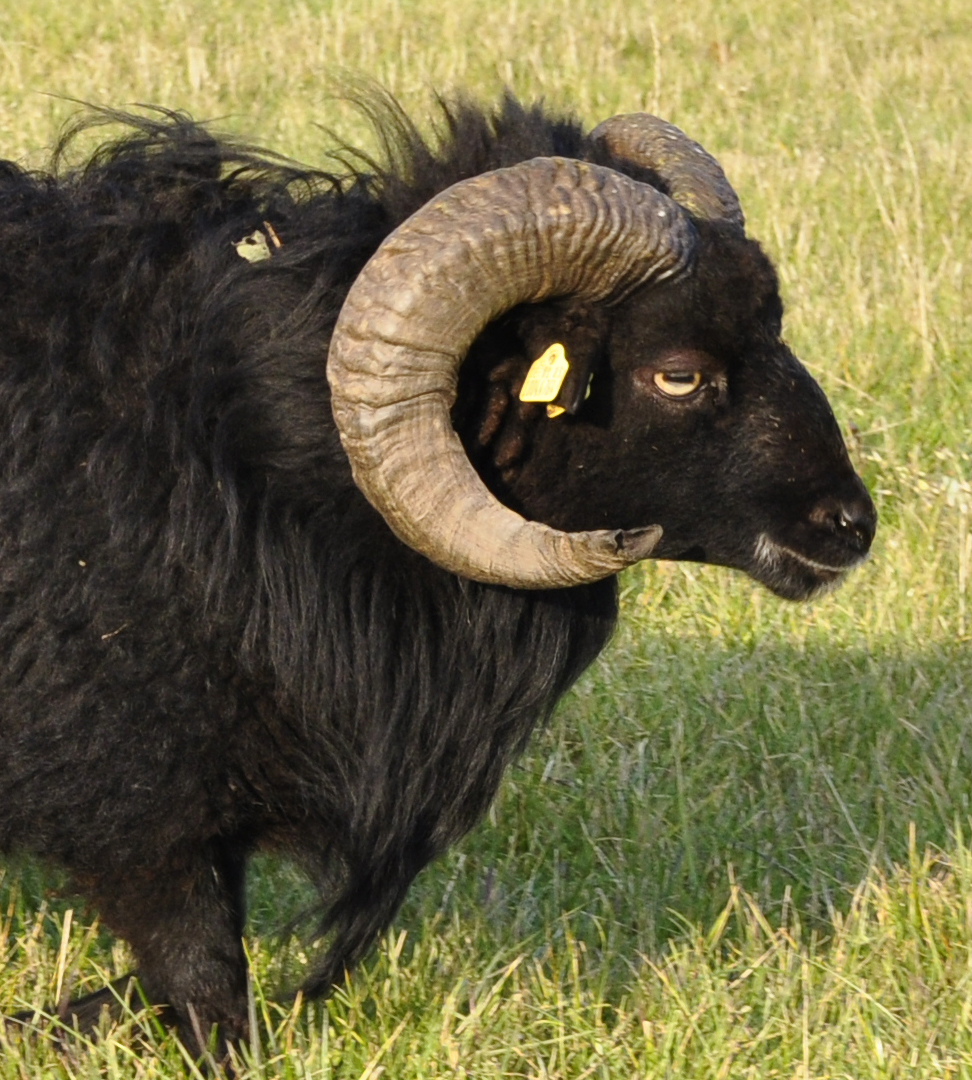
Bélier noir d'Ouessant

C'est la plus petite race ovine au monde, avec une taille au garrot de 0,40 à 0,46 m pour les femelles et 0,42 à 0,49 m pour les mâles, pour un poids de 11 à 16 kg pour les brebis et 13 à 20 kg pour les béliers,.

## Aptitudes
Dans son île historique, cette race fournissait de la laine de bonne qualité et de la viande. Toutefois, du fait de sa petite taille, il est peu productif et donc moins rentable. Il est également moins prolifique avec un seul agneau par portée. Aujourd'hui, sa petite taille et surtout sa rusticité, lui fait servir de « tondeuse écologique » dans les parcs et jardins. Comme tous les moutons, il a l'instinct grégaire et demande à ne pas être élevé seul ; les moutons en effet meurent de neurasthénie quand ils sont moins de trois. Véritable tondeuse, le mouton d'Ouessant est utilisé pour désherber efficacement, il est très pratique pour les terrains pentus. Trois moutons suffisent pour désherber 2 500 m2, soit 25 ares. À Paris, ils désherbent quelques talus en bordure du boulevard périphérique, les Archives de Paris, le parc Floral, le centre de production horticole de la Ville et le bois de Vincennes. Ce sont les plus petites tondeuses écologiques.

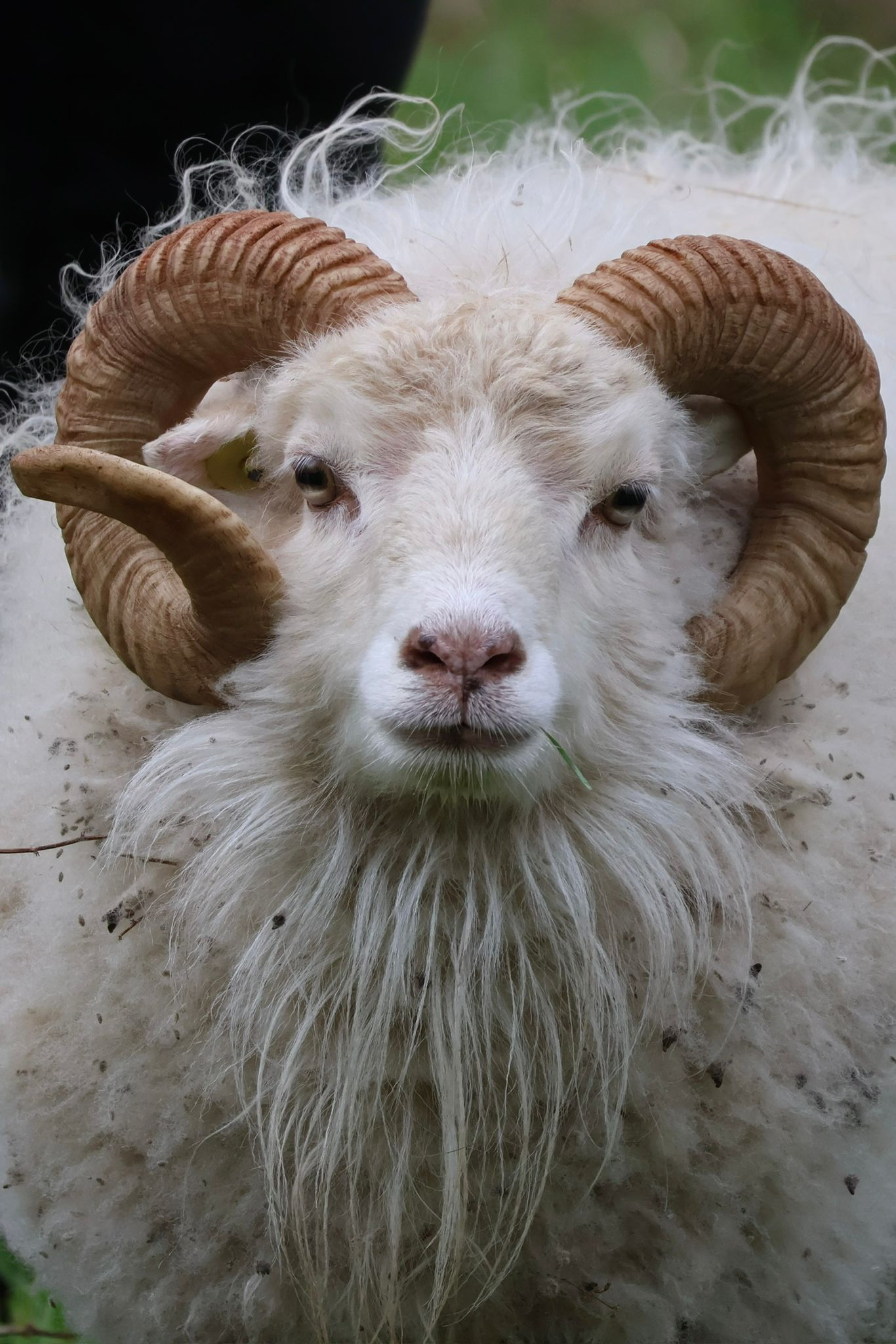
Bélier d'Ouessant blanc

## Sélection
La gestion de la race est assurée par le Groupement des Éleveurs de Mouton d'Ouessant (GEMO), fondé en 1976, par Paul Abbé. Ce dernier a œuvré dans les années 1970 à sauver la race de l'extinction, mais, aujourd'hui la sélection du mouton d'Ouessant est très peu stricte, et l'on trouve des animaux métissés s'éloignant progressivement des standards de la race. C'est pourquoi depuis 1987, un concours national est organisé afin de certifier et primer les animaux entrant dans les critères de la race. Depuis 2011, ces animaux sont appelés « moutons d'Ouessant originel » et un livre généalogique des origines les recense.

## Diffusion
Sur son île natale, il a disparu, par suite de croisements. La race a été conservée à partir de petits troupeaux d'agrément sur le continent. Aujourd'hui, ce n'est plus une race menacée avec près de 3 000 individus, cependant il existe le risque de considérer comme « Mouton d'Ouessant » tout individu de petite taille. À l'étranger, on le retrouve notamment aux Pays-Bas où on compte plusieurs milliers de moutons, et en Allemagne où les éleveurs sont également regroupés dans une association, et où il est préservé à l'arche Warder, dans le Schleswig-Holstein. Il y a également quelques éleveurs en Belgique, en Grande-Bretagne, en Suisse et en République tchèque.

## Photographies

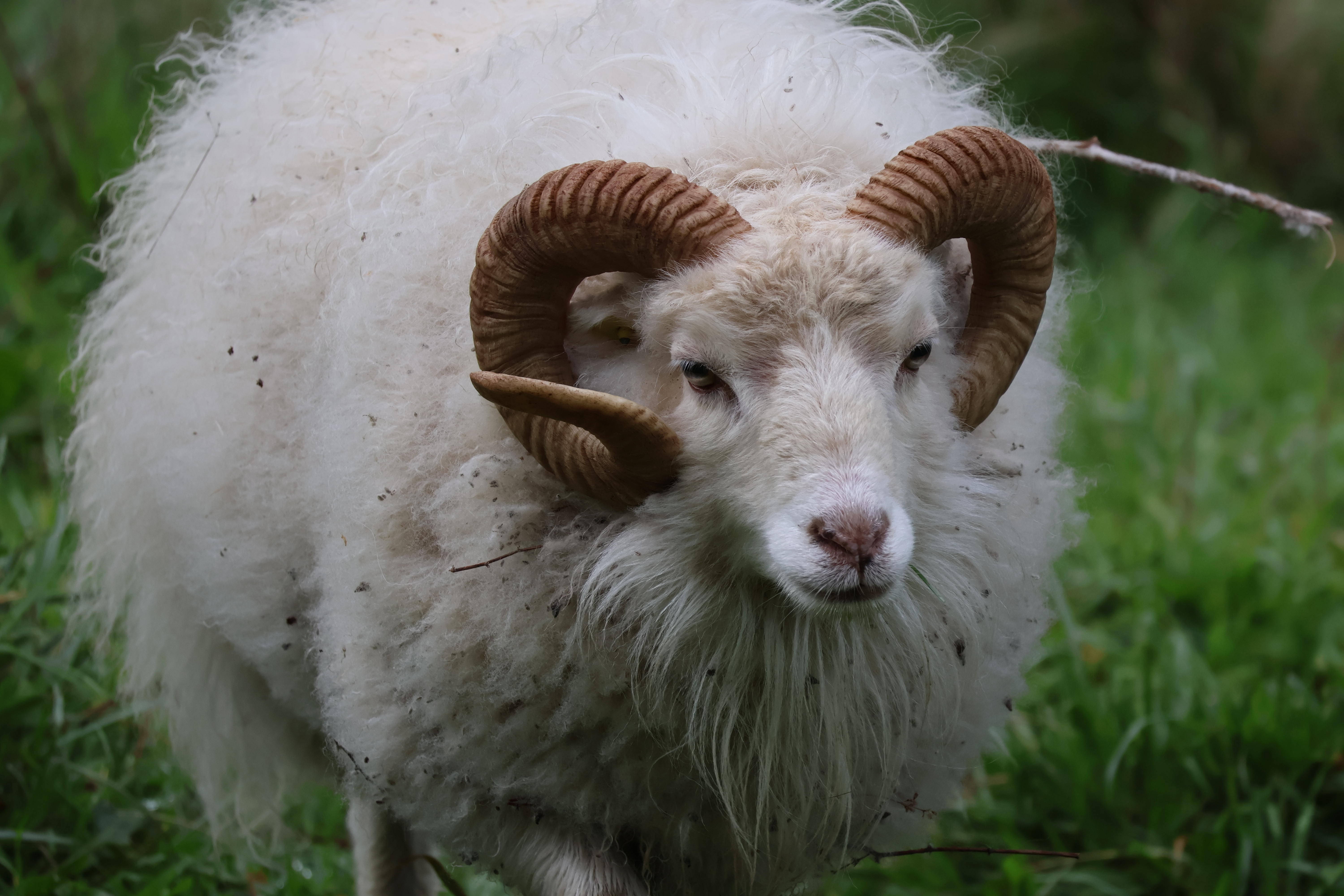
Jeune bélier d'Ouessant blanc
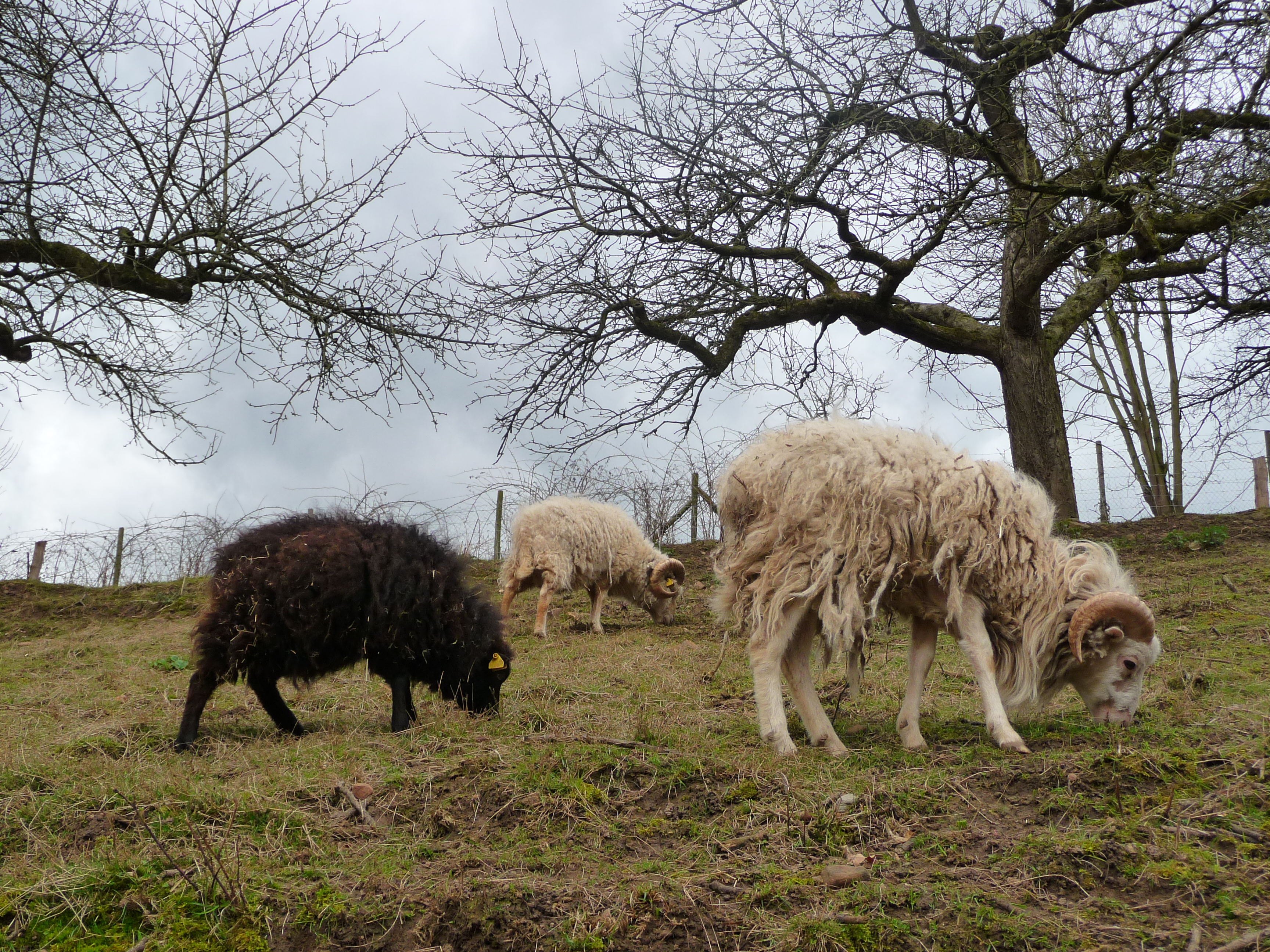
Tous les moutons d'Ouessant ne sont pas noirs
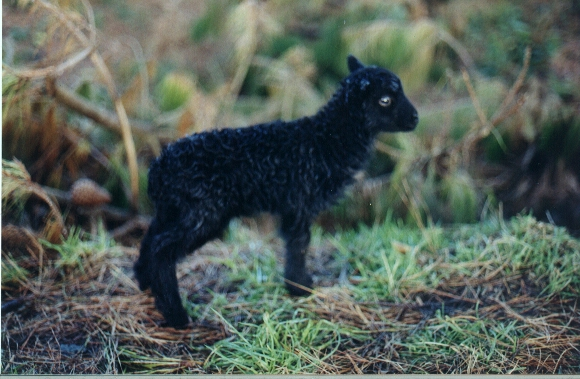
Agneau d'Ouessant
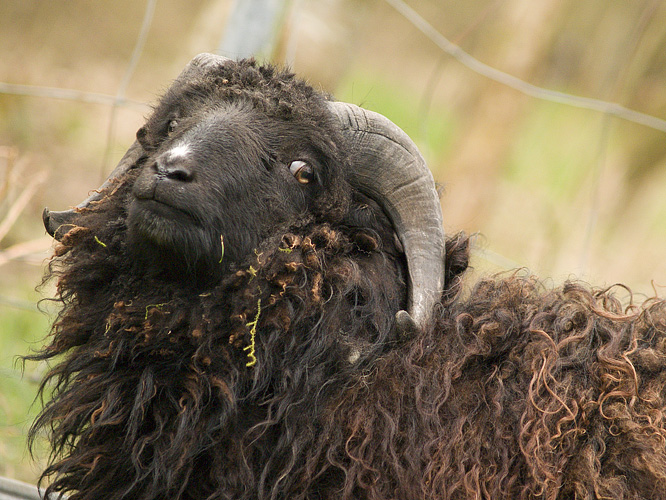
Jeune bélier d'Ouessant
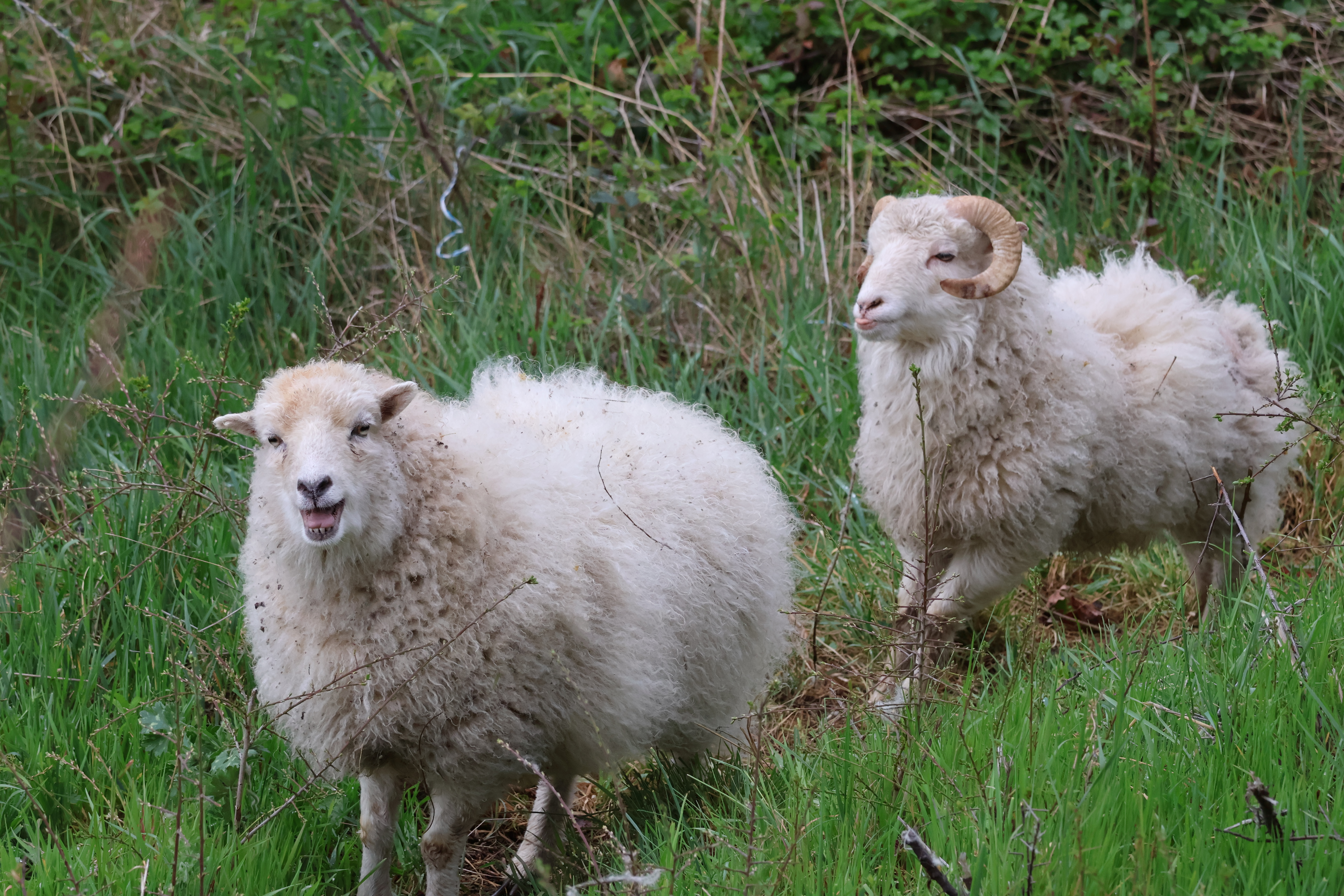
Brebis d'Ouessant blanche et son agneau